# فتح المغيث بشرح ألفية الحديث
فتح المغيث بشرح ألفية الحديث. كتاب في علم الحديث ألفه شمس الدين أبو الخير محمد بن عبد الرحمن بن محمد بن أبي بكر بن عثمان بن محمد السخاوي.
قال في مقدمة الكتاب: فهذا تنقيح لطيف، وتلقيح للفهم مٌنيف، شرحت فيه ألفية الحديث، وأوضحت به ما اشتملت عليه من القديم والحديث، ففتح من كنوزها المحصّنة الأقفال كل مُرْتَج، وطرح عن رموزها الإشكال بأبين الحجَج. سابكا لها فيه بحيث لا تتخلص منه إلا بالتمييز؛ لأنه أبلغ في إظهار المعنى، تاركا لمن لا حُسن ذلك في خصوص النظم والترجيزن لكونه إن لم يكن متعنتا لم يذُق الذي هو أهنى. مراعيا فيه الاعتناء بالناظم رجاء بركته، ساعيا في إفادة ما لا غناء عنه لأئمة الشأن وطلبته، غير طويل مُمِل، ولا قصير مُخِلّ، استغناء عن تطويله بتصنيفي الميسوط المقرر المضبوط، الذي جعلته كالنكت عليها وعلى شرحها للمؤلف، وعلما بنقص هِمَم أمائل الوقت، فضلا عن المُتَعَرِّف.
إجابة لمن سألني فيه من الأئمة ذوي الوجاهة والتوجيه، ممَّن خاض معي في الشرح وأصله، وارتاض فكره بما يرتقي به عن أقرانه وأهله.
نفعني الله وإياه والمسلمين بذلك، ويسُّر لنا إلى كل خير أقرب المسالك، بمنّه وكرمه.

## وصلات خارجية
- شرح فتح المغيث علي الفية الحديث للسخاوى لفضيلة الشيخ أبي حفص بن العربي الأثري المجلس الأول على يوتيوب.